# Tam Hồng
Tam Hồng là một xã thuộc  tỉnh Phú Thọ.

## Địa lý
Thị trấn Tam Hồng nằm ở trung tâm huyện Yên Lạc, có vị trí địa lý:
- Phía đông giáp xã Nguyệt Đức
- Phía tây giáp xã Vĩnh Tường và xã Vĩnh Phú
- Phía nam giáp xã Liên Châu
- Phía bắc giáp xã Yên Lạc và xã Tề Lỗ.

Xã có diện tích 22,60 km², dân số năm 2025 là 40.224 người, mật độ dân số đạt 1.780 người/km².

## Hành chính
Thị trấn Tam Hồng có 9 thôn: Lũng Thượng, Phù Lưu, Trại Lớn, Man Để, Tảo Phú, Nho Lâm, Nho Lẻ, Bình Lâm, Lâm Xuyên và được chia ra 13 khu hành chính: Lũng Thượng Khu 1, Phù Lưu Khu 2, Trại Lớn Khu 3, Man Để khu 4, 5, 6, Tảo Phú Khu 7, Nho Lâm Khu 8, Nho Lẻ Khu 10, Bình Lâm Khu 9, Lâm Xuyên Khu 11, 12, 13.

## Lịch sử
Địa bàn Tam Hồng trước kia là 2 xã Tam Lâm và Hồng Lạc sáp nhập lại.
Năm 1833, vào thời Minh Mạng nhà Nguyễn, xã Tam Hồng thuộc phủ Yên Lạc, tỉnh Sơn Tây.
Năm 1899, thuộc tỉnh Vĩnh Yên (do huyện Yên Lạc được cắt về tỉnh Vĩnh Yên).
Năm 1950, hai tỉnh Vĩnh Yên và Phúc Yên hợp nhất thành tỉnh Vĩnh Phúc. Xã Tam Hồng thuộc huyện Yên Lạc, tỉnh Vĩnh Phúc.
Năm 1968, hai tỉnh Vĩnh Phúc và Phú Thọ sáp nhập thành tỉnh Vĩnh Phú. Xã Tam Hồng thuộc huyện Yên Lạc, tỉnh Vĩnh Phú.
Năm 1977, hai huyện Yên Lạc và Vĩnh Tường hợp nhất thành huyện Vĩnh Lạc. Xã Tam Hồng thuộc huyện Vĩnh Lạc, tỉnh Vĩnh Phú.
Năm 1996, huyện Vĩnh Lạc tách thành huyện Yên Lạc và Vĩnh Tường. Xã Tam Hồng thuộc huyện Yên Lạc, tỉnh Vĩnh Phú.
Năm 1997, tỉnh Vĩnh Phú được tách thành 2 tỉnh: Vĩnh Phúc và Phú Thọ. Xã Tam Hồng thuộc huyện Yên Lạc, tỉnh Vĩnh Phúc.
Năm 2023, xã Tam Hồng được nâng cấp lên thành thị trấn Tam Hồng. Thị trấn Tam Hồng thuộc huyện Yên Lạc, tỉnh Vĩnh Phúc.
Ngày 01 tháng 7 năm 2025, thị trấn Tam Hồng sáp nhập xã Yên Phương và xã Yên Đồng thành xã Tam Hồng. Giải thể đơn vị hành chính cấp huyện (huyện Yên Lạc), sáp nhập tỉnh Vĩnh Phúc và tỉnh Hòa Bình vào tỉnh Phú Thọ. Sau sắp xếp, xã Tam Hồng thuộc tỉnh Phú Thọ.